# III.
III. (pronunciato Triangle) è un EP della cantante statunitense JoJo, pubblicato il 21 agosto 2015 dalla Atlantic.

## Descrizione
III. è composto da tre canzoni: When Love Hurts, Save My Soul e Say Love, mentre la quarta traccia dell'opera è un commento di JoJo che ne spiega la concezione. L'EP è stato presentato in anteprima sulla pagina ufficiale SoundCloud dell'artista il 20 agosto 2015 ed è stato distribuito ufficialmente il giorno successivo su tutti i rivenditori digitali in vista del suo prossimo terzo album in studio Mad Love.

## Promozione
Prima della pubblicazione ufficiale, la cantante aveva già eseguito When Love Hurts e Save My Soul in alcune occasioni agli inizi di quell'agosto. L'EP è stato principalmente promosso durante la tournée I Am JoJo Tour, che ha visto JoJo impegnata in numerose date tra Nord America ed Europa.

### Singoli
L'unico singolo estratto è When Love Hurts, uscito in anteprima su MTV il 28 settembre 2015. Tuttavia, anche gli altri due brani, Save My Soul e Say Love, sono stati accompagnati da video musicali, pubblicati rispettivamente il 27 ottobre 2015 e l'8 gennaio 2016.

## Tracce
1. When Love Hurts – 3:35
2. Save My Soul – 3:44
3. Say Love – 3:38
4. The Story of III. (Spotify extra commentary) – 3:21